# Coponius
Coponius was de eerste praefectus over Judea, van 6 tot 9 na Chr. Hij was afkomstig uit de stand van de equites in Rome.

## Voorgeschiedenis
Voorafgaand aan Coponius' bestuur was Judea een vazalstaatje dat geregeerd werd door Herodes Archelaüs, die in 4 v.Chr. zijn vader Herodes de Grote was opgevolgd. Archelaüs werd door keizer Augustus echter uit zijn ambt ontheven wegens wanbestuur. Judea (met inbegrip van de gebieden Samaria en Idumea) werd een Romeinse provincie. De Judeese prefect was verantwoording verschuldigd aan de gouverneur van Syrië, in deze periode Publius Sulpicius Quirinius.

## Volkstelling
Coponius' bestuur begon onrustig. Om de hoogte van de voor Rome vereiste belasting te kunnen vaststellen, voerden Quirinius en Coponius in 6 na Chr. een volkstelling uit, waarbij de inwoners van Judea aangifte moesten doen van hun bezittingen. Veel Joden, die de tijd van een onafhankelijke Joodse staat onder de Hasmoneeën nog niet vergeten waren, ervoeren dit als zeer pijnlijk. 
Judas de Galileeër was een Joodse opstandeling, die een gewapende strijd voer in 6 na Chr. tegen de opgelegde census door de Romeinen in Judea ten tijde van Publius Sulpicius Quirinius. Deze opstand werd wreed neergeslagen, door de Romeinse bezetter.
Vooral door toedoen van Joazar ben Boëthus, die eerder hogepriester was geweest, stemden veel Joden uiteindelijk toch met de volkstelling in. Er bleef echter verzet, omdat sommige Joden vonden dat zij niemand - en zeker geen heidense Romeinen - als heer boven zich mochten erkennen dan God alleen. Judas de Galileeër en Sadok de Farizeeër waren de aanvoerders van deze groep.

## Het Pascha-incident
Tegen het einde van Coponius' bestuur vond een incident in de tempel plaats. Tijdens het Pesachfeest verontreinigden enkele Samaritanen de Joodse tempel in Jeruzalem door er beenderen naar binnen te gooien. De tempel werd onmiddellijk afgesloten en gereinigd en er werden strenge veiligheidsmaatregelen genomen. De zaak liep echter met een sisser af, vermoedelijk dankzij adequaat optreden van Coponius.

## Munten
Coponius en zijn opvolgers lieten hun eigen munten slaan. Anders dan de gouverneur van Syrië, maar evenals de Herodianen mochten zij geen kostbare zilveren munten slaan, maar iets minder waardevolle bronzen munten. Coponius hield rekening met Joodse gevoeligheden door geen afbeeldingen van mensen (bijvoorbeeld de keizer) op de munten te slaan, maar symbolen. Gevonden munten tonen aan de ene zijde een rijpe korenaar en aan de andere zijde een vruchtdragende dadelpalm. Wel tonen letters de inscriptie kaisaros 'van de keizer'.

## Opvolging en nalatenschap
Niet veel later werd Coponius teruggeroepen naar Rome. Hij werd opgevolgd door Marcus Ambibulus. Coponius heeft onder de Joden een positieve indruk achtergelaten, wat blijkt uit het gegeven dat een van de poorten van de tempel naar hem genoemd is.